# James Glancy
James Alexander Glancy (agosto 1982) è un conduttore televisivo, ambientalista e politico britannico.
In precedenza è stato membro dei Royal Marine Commandos. È stato membro del Partito della Brexit nel Parlamento europeo (MEP) per l'Inghilterra sud-occidentale dal 2019 al 2020.

## Biografia

### Studi
Glancy ha studiato storia al St Anne's College di Oxford. Era il capitano della sua squadra di pugilato universitaria. I suoi studi furono finanziati dai Royal Marines.

### Televisione e conservazione
Glancy presenta lo spettacolo ambientale "Planet SOS" su Mail Plus e ha ospitato documentari su Discovery Channel, tra cui Shark Week.

### Carriera militare
Glancy è stato per dieci anni ufficiale nei Royal Marines Commandos e dello Special Boat Service (SBS). Glancy ha prestato servizio in Afghanistan tre volte.